# Golop
Golop is een plaats (község) en gemeente in het Hongaarse comitaat Borsod-Abaúj-Zemplén. Golop telt 656 inwoners (2001).

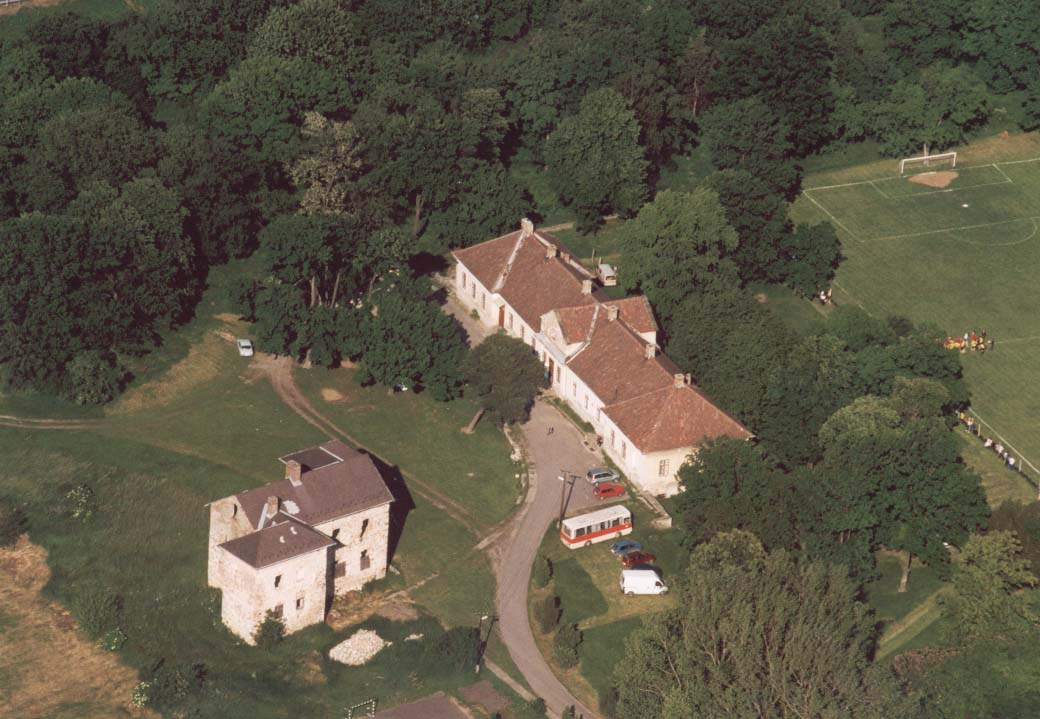
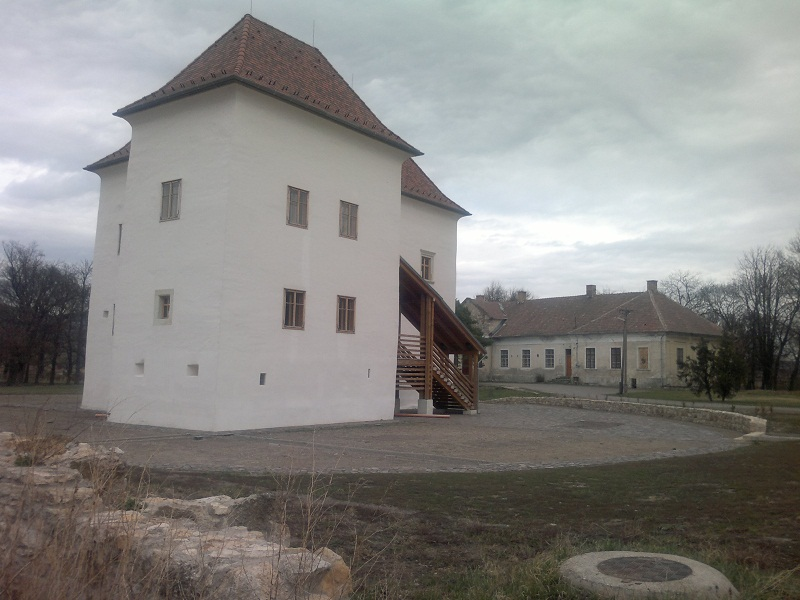